# Caryomys eva
Caryomys eva är en däggdjursart som först beskrevs av Thomas 1911.  Caryomys eva ingår i släktet Caryomys, och familjen hamsterartade gnagare. Inga underarter finns listade.
Arten blir 83 till 100 mm lång (huvud och bål), har en 46 till 60 mm lång svans och 15 till 18 mm långa bakfötter. På ovansidan förekommer mörk rödbrun päls och undersidan är täckt av grå päls med ljusbruna hårspetsar. Även svansen är uppdelad i en mörkbrun ovansida och en ljusare brun undersida, men skillnaden kan vara otydlig. På toppen av händer och fötter finns mörkbrun päls.
Denna gnagare förekommer i centrala Kina. Arten vistas de övre delarna av bergstrakter mellan 2600 och 4000 meter över havet. Habitatet utgörs av fuktiga skogar som molnskogar. Caryomys eva äter frön, gräs, unga blad och unga växtskott.